# Hanzeatska mesta
Hanzeatska mesta so bila članice Hanzeatske lige. To je bila prvotno zadružna organizacija trgovcev iz nemških mest okoli Baltskega morja in Severnega morja. Vključena tudi mesta iz Nizozemskih dežel (današnje Belgije in Nizozemske), Danske, Norveške in Švedske. Velika hanzeatska mesta, članice osnovne skupnosti mest, so si prizadevala razširiti svojo oblast na manjša zaledna mesta in vasi. Svojo takratno trgovino so utemeljevali na skupaj priznanih pravicah do trgovanja z določenimi proizvodi v obliki trgovskih pogodb in izpolnjevanja obveznosti, ki izhajajo iz teh, po možnosti za uveljavljanje na skupno priznanih sodiščih. Te pravne oblike so bile prenesene v druga mesta v obliki, kot  pravo Lübecka ali Magdeburško pravo.  

## Seznam hanzeatskih mest
V nadaljevanju je prikazan regionalno strukturiran seznam mest po Dollingerju, kjer so trgovci med 14. in 16. stoletjem (nekaterim le za kratek čas) prejemali hanzeatske privilegije. Približno 70 od približno 200 mest, navedenih tukaj, je imelo aktivno hanzeatsko politiko. Večina hanzeatskih mest si je dovolila (kot v hanzeatskih časih), da jih zastopa večje sosednje mesto.

### ObalaSevernega morja
- Bremen, eno zadnjih hanzeatskih mest (1669)
- Brugge, najstarejše hanzeatsko mesto v grofiji Flandriji
- Buxtehude, Vojvodina Bremen
- Groningen, svobodno mesto
- Hamburg, svobodno cesarsko mesto; pogodba med Hamburgom in Lübeckom leta (1241) je leto rojstva Hanzeatske lige;
- Stade, Vojvodina Bremen

### ObalaBaltskega morjazahodno od rekeOdre
- Anklam, Vojvodina Pomeranija
- Bad Segeberg, Schleswig-Holstein
- Demmin, Vojvodina Pomeranija, 1648 Švedski in 1720 Pruski
- Greifswald, Vojvodina Pomeranija, 1648 Švedski in 1720 Pruski
- Kiel, grofija, kasneje Vojvodina Holstein
- Lübeck, svobodno cesarsko mesto; pogodba med Hamburgom in Lübeckom 1241 je leto rojstva Hanzeatske lige;
- Rostock, Vojvodina Mecklenburg-Schwerin
- Szczecin, Vojvodina Pomeranija, 1648 Švedski in 1720 Pruski
- Stralsund, Kneževina Rügen, Vojvodina Pomeranija, 1648 Švedski, 1815 Pruski
- Wismar, Vojvodina Mecklenburg-Schwerin
- Wolgast, Vojvodina Pomeranija, 1648 Brandenburški (Pruski)

### Daljnja Pomeranija
- Belgard, po 1945 Białogard, Vojvodina Pomeranija, 1648 Brandenburški (Pruski)
- Dramburg, na 1945 Dravsko Pomorjansko, Vojvodina Pomeranija, 1648 Brandenburški (Pruski),
- Goleniów, pred 1945 Gollnow, Vojvodina Pomeranija, 1648 Brandenburški (Pruski)
- Gryfice, pred 1945 Greifenberg, Vojvodina Pomeranija, 1648 Brandenburški (Pruski)
- Kamień Pomorski, pred 1945 Kammin, Vojvodina Pomeranija, 1648 Brandenburški (Pruski)
- Kołobrzeg, pred 1945 Kolberg, Vojvodina Pomeranija, 1648 Brandenburški (Pruski)
- Koszalin, pred 1945 Köslin, Vojvodina Pomeranija, 1648 Brandenburški (Pruski)
- Darłowo, pred 1945 Rügenwalde, Vojvodina Pomeranija, 1648 Brandenburški (Pruski)
- Sławno, pred 1945 Schlawe, Vojvodina Pomeranija, 1648 Brandenburški (Pruski)
- Stargard, Vojvodina Pomeranija, 1648 Brandenburški (Pruski)
- Słupsk, pred 1945 Stolp. Vojvodina Pomeranija, 1648 Brandenburški (Pruski)
- Trzebiatow, pred 1945 Treptow, Vojvodina Pomeranija, 1648 Brandenburški (Pruski)
- Wolin, pred 1945 Wollin, Vojvodina Pomeranija, 1648 Brandenburški (Pruski)

### Zahodna Prusija,Vzhodna Prusija,ŠlezijainPoljska
- Gdańsk, prej Danzig Država Tevtonskega viteškega reda, od leta 1457 avtonomna mestna država, eno zadnjih hanzeatskih mest, 1669
- Braniewo, pred 1945 Braunsberg, Država Tevtonskega viteškega reda, kasneje škofija Varmija
- Breslau, po 1945 Vroclav, mestna država v Vojvodini Šleziji
- Elbląg, pred 1945 Elbing, Država Tevtonskega viteškega reda, po letu 1457 avtonomna mestna država v Poljsko-Litovski republiki, 1772 Pruski
- Kaliningrad, pred 1945 Koningsbergen, Država Tevtonskega viteškega reda, kasneje Vojvodina Prusija
- Chełmno nad Wisłą, prej Kulm, Država Tevtonskega viteškega reda, kasneje v Poljsko-Litovski republiki, 1772 Pruski
- Toruń, prej Thorn, Država Tevtonskega viteškega reda, po letu 1457 avtonomna mestna država v Poljsko-Litovski republiki, 1772 Pruski
- Krakov, kraljevina Poljska

### LivonijainŠvedskamesta
- Tartu (prej Dorpat), bisdom Dorpat, kasneje Vojvodina Livonija (Poljsko-Litovski republiki), kasneje kraljevina Švedska
- Viljandi (prej Fellin), Livonski bratje meča, kasneje Vojvodina Livonija  (Poljsko-litovska država), kasneje kraljevina Švedska
- Kuldīga (prej Goldingen), Livonski bratje meča, kasneje Vojvodina Kurlandija (Poljsko-litovska država)
- Straupe (prej |Roop), Livonski bratje meča, kasneje Vojvodina Livonija (Poljsko-litovska država), kasneje kraljevina Švedska
- Koknese (prej Kokenhusen), nadškofija Riga, kasneje Vojvodina Livonija (Poljsko-litovska država), kasneje kraljevina Švedska
- Limbaži (prej Lemsal), nadškofija Riga, kasneje Vojvodina Livonija (Poljsko-litovska država), kasneje kraljevina Švedska
- Pärnu (prej Pernau), Livonski bratje meča, kasneje Vojvodina Livonija (Poljsko-litovska država), kasneje kraljevina Švedska
- Riga, Livonski bratje meča, kasneje Vojvodina Livonija (Poljsko-litovska država), kasneje kraljevina Švedska
- Talin (prej Reval), nadomestni red bratje meča v  Vojvodina Estonije (Kraljevina Danska), kasneje kraljevina Švedska
- Stockholm, kraljevina Švedska
- Visby, Gotland (kraljevina Švedska, 1409-1645 kraljevina Danska)
- Cēsis (prej Wenden), Livonski bratje meča, kasneje Vojvodina Livonija (Poljsko-litovska država), kasneje kraljevina Švedska
- Ventspils (prej Windau), Livonski bratje meča, kasneje Vojvodina Kurlandija (Poljsko-litovska država)
- Valmiera (prej Wolmar), Livonski bratje meča, kasneje Vojvodina Livonija (Poljsko-litovska država), kasneje kraljevina Švedska

### Območje spodnjega Rena
- Köln (svobodno cesarsko mesto), eno zadnjih hanzeatskih mest 1669
- Dinant, Knezoškofija Liège
- Dinslaken, Vojvodina Kleve
- Duisburg, Vojvodina Kleve
- Düsseldorf, Kneževina Berg
- Emmerich am Rhein, Vojvodina Kleve
- Kalkar, Vojvodina Kleve
- Izjema: Neuss je leta 1475 pridobil pravice (neodvisnega) Hanzeatskega mesta od cesarja Friderika III.
- Nijmegen, Vojvodina Gelders, kasneje Republika sedmih združenih provinc
- Roermond, Vojvodina Gelders, kasneje Južna Nizozemska
- Tiel, Vojvodina Gelders, kasneje Republika sedmih združenih provinc
- Venlo, Vojvodina Gelders, kasneje Republika sedmih združenih provinc
- Wesel, Kneževina Kleve
- Zaltbommel, Vojvodina Gelders, kasneje kasneje Republika sedmih združenih provinc

### Območje Ijssela in Zuiderzee
- Arnhem, Vojvodina Gelders, kasneje Republika sedmih združenih provinc
- Bolsward, Frizija, kasneje Republika sedmih združenih provinc
- Deventer, Overijssel, kasneje Republika sedmih združenih provinc
- Doesburg, Vojvodina Gelders, kasneje Republika sedmih združenih provinc
- Elburg, Vojvodina Gelders, kasneje Republika sedmih združenih provinc
- Harderwijk, Vojvodina Gelders, kasneje Republika sedmih združenih provinc
- Hasselt, Overijssel, kasneje Republika sedmih združenih provinc
- Hattem, Vojvodina Gelders, kasneje Republika sedmih združenih provinc
- Hindeloopen, Frizija, kasneje Republika sedmih združenih provinc
- Kampen, Overijssel, kasneje Republika sedmih združenih provinc
- Oldenzaal, Overijssel - Twente, kasneje Republika sedmih združenih provinc
- Ommen, Overijssel, kasneje Republika sedmih združenih provinc
- Rijssen, Overijssel - Twente, kasneje Republika sedmih združenih provinc
- Stavoren, Frizija, kasneje Republika sedmih združenih provinc
- Zutphen, Vojvodina Gelders, kasneje Republika sedmih združenih provinc
- Zwolle, Overijssel, kasneje Republika sedmih združenih provinc

### Med Renom in Weserjem (Vestfalskamesta)
- Dortmund, svobodno cesarsko mesto
- Münster, knezoškofija Münster
- Osnabrück, knezoškofija Osnabrück; eno zadnjih hanzeatskih mest 1669
- Soest, Vojvodina Vestfalija kasneje neodvisno območje pod posestniki Cleve
- Ahlen, knezoškofija Münster
- Allendorf (Sundern), grofija Mark
- Altena, grofija Mark
- Arnsberg, Vojvodina Vestfalija (v Kurköln)
- Attendorn, Vojvodina Vestfalija (v Kurköln)
- Balve, Vojvodina Vestfalija (v Kurköln)
- Beckum, knezoškofija Münster
- Belecke, Vojvodina Vestfalija (v Kurköln)
- Bielefeld, grofija Ravensberg
- Billerbeck, knezoškofija Münster
- Blankenstein, grofija Mark
- Bocholt, knezoškofija Münster
- Bochum, grofija Mark
- Bodenfeld,
- Bödefeld, Vojvodina Vestfalija (v Kurköln)
- Borgentreich,
- Borken, knezoškofija Münster
- Brakel, knezoškofija Paderborn
- Breckerfeld, grofija Mark
- Brilon, Vojvodina Vestfalija (v Kurköln)
- Coesfeld, knezoškofija Münster
- Dorsten, trdnjava Recklinghausen (v Kurköln)
- Drolshagen, Vojvodina Vestfalija (v Kurköln)
- Dülmen, knezoškofija Münster
- Essen, opatija Essen
- Eversberg, Vojvodina Vestfalija (v Kurköln)
- Freienohl, Vojvodina Vestfalija (v Kurköln)
- Fürstenau ,
- Geseke, Vojvodina Vestfalija (v Kurköln)
- Grevenstein, Vojvodina Vestfalija (v Kurköln)
- Hachen,
- Hagen, grofija Mark
- Haltern am See, knezoškofija Münster
- Hamm, grofija Mark
- Haselünne, knezoškofija Münster
- Hattingen, grofija Mark
- Herford, opatija Herford
- Warstein im Sauerland, Vojvodina Vestfalija (v Kurköln)
- Dortmund-Hörde, grofija Mark
- Neheim-Hüsten, Vojvodina Vestfalija (v Kurköln)
- Bad Iburg, knezoškofija Osnabrück
- Iserlohn, grofija Mark
- Kallenhardt, Vojvodina Vestfalija (v Kurköln)
- Kamen, grofija Mark
- Korbach, Kneževina Waldeck
- Langscheid (Sundern),
- Lemgo, grofija Lippe
- Lennep, grofija Berg
- Lippstadt, svobodno mesto, kasneje grofija Lippe
- Lüdenscheid, grofija Mark
- Lünen, grofija Mark
- Medebach, Vojvodina Vestfalija (v Kurköln)
- Melle, knezoškofija Osnabrück
- Menden (Sauerland), Vojvodina Vestfalija (v Kurköln)
- Meppen, knezoškofija Münster
- Meschede, kot drugo mesto  Arnsberških grofov
- Minden, knezoškofija Minden
- Neuenrade, grofija Mark
- Nieheim,
- Olpe, Vojvodina Vestfalija (v Kurköln)
- Paderborn, knezoškofija Paderborn
- Peckelsheim,
- Plettenberg, grofija Mark
- Quakenbrück, opatija Osnabrück
- Ratingen, Kneževina  Berg
- Recklinghausen, trdnjava Recklinghausen (v Kurköln)
- Rheine, knezoškofija Münster
- Rinteln, grofija Schaumburg
- Rüthen, Vojvodina Vestfalija (v Kurköln)
- Schmallenberg, Vojvodina Vestfalija (v Kurköln)en)
- Schüttorf, grofija Bentheim
- Schwerte, grofija Mark
- Solingen, grofija Berg
- Sundern (Sauerland),
- Telgte, knezoškofija Münster
- Unna, grofija Mark
- Vörden (Marienmünster)
- Vreden, knezoškofija Münster
- Warburg, knezoškofija Paderborn
- Warendorf, knezoškofija Münster
- Warstein, Vojvodina Vestfalija (v Kurköln)
- Wattenscheid, grofija Mark
- Werl, Vojvodina Vestfalija (v Kurköln)
- Werne, knezoškofija Münster
- Westhofen, grofija Mark
- Wetter (Ruhr), grofija Mark
- Wiedenbrück, opatija Osnabrück
- Wipperfürth, grofija Berg

### Marka Brandenburg
- Berlin-Kölln, marka, kasneje Kneževina Brandenburg
- Brandenburg an der Havel, marka, kasneje Kneževina Brandenburg
- Frankfurt ob Odri, marka, kasneje vorstendom Brandenburg
- Havelberg, marka, kasneje Kneževina Brandenburg
- Kyritz, marka, kasneje Kneževina Brandenburg
- Perleberg, marka, kasneje Kneževina Brandenburg
- Pritzwalk, marka, kasneje Kneževina Brandenburg

### Srednja Nemčija (medOberweserjeminSaale)
- Duderstadt, Knezonadškofija Mainz
- Erfurt, knezoškofija Erfurt
- Göttingen, Kneževina Göttingen
- Halle, knezonadškofija Magdenburg
- Merseburg, knezoškofija Merseburg, kasneje Vojvodina Saksen-Merseburg
- Mühlhausen, svodno cesarsko mesto
- Naumburg (Saale), škofija Naumburg-Zeits, kasneje vojvodina Saksen-Zeitz
- Nordhausen, svobodno cesarsko mesto
- Northeim, Kneževina Brunswick
- Osterode am Harz, Kneževina Brunswick
- Uslar, Kneževina Brunswick

### Med Weserjem inLabo(Saškamesta)
- Braunschweig, Kneževina Braunschweig-Wolfenbüttel; eno od zadnjih devetih hanzeatskih mest leta 1669
- Magdeburg, knezo-nadškofija Magdeburg
- Alfeld, knezo-škofija Hildesheim
- Aschersleben, knezo-nadškofija Magdeburg
- Bockenem, knezo-škofija Hildesheim
- Einbeck, Kneževina Grubenhagen
- Gardelegen, marka, kasneje Kneževina Brandenburg
- Goslar, svobodno cesarsko mesto
- Gronau, knezo-škofija Hildesheim
- Halberstadt, knezo-škofija Halberstadt, kasneje Kneževina Brandenburg
- Hameln, Kneževina Calenberg
- Hannover, Kneževina Calenberg
- Helmstedt, Kneževina Braunschweig
- Hildesheim, knezo-škofija Hildesheim; eno od zadnjih devetih hanzeatskih mest leta 1669
- Lüneburg, Kneževina Lüneburg
- Osterburg, Marka Brandenburg, kasneje Kneževina Brandenburg
- Quedlinburg, Opatija Quedlinburg, kasneje Kneževina Brandenburg
- Salzwedel, Marka Brandenburg, kasneje Kneževina Brandenburg
- Seehausen, Marka Brandenburg, kasneje Kneževina Brandenburg
- Stendal, Marka Brandenburg, kasneje Kneževina Brandenburg
- Tangermünde, Marka Brandenburg, kasneje Kneževina Brandenburg
- Uelzen, Kneževina Lüneburg
- Werben, Marka Brandenburg, kasneje Kneževina Brandenburg